# Irena Sendler

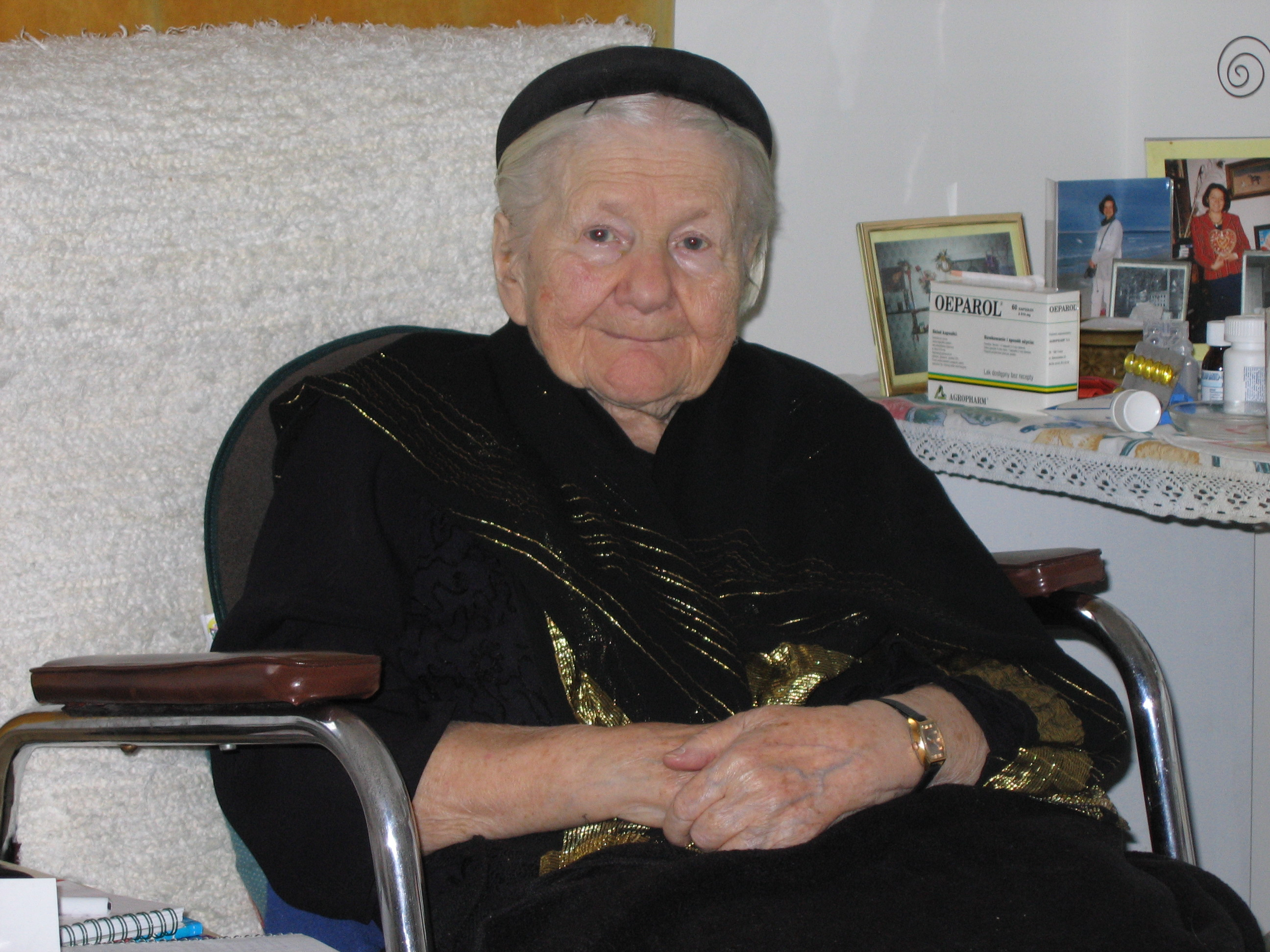
Irena Sendler (Warschau 2005)

Irena Stanisława Sendler (in Polen Irena Sendlerowa), geboren als Irena Stanisława Krzyżanowska (* 15. Februar 1910 in Warschau, Russisches Kaiserreich; † 12. Mai 2008 ebenda), war eine polnische Sozialarbeiterin und Krankenschwester. Im Zweiten Weltkrieg leitete sie ab Oktober 1943 im deutsch besetzten Warschau die Kinderabteilung von Żegota, dem Rat für die Unterstützung von Juden, der sich die Aufgabe gesetzt hatte, Juden vor den deutschen Besatzern zu retten.

## Leben

### Vor dem Zweiten Weltkrieg

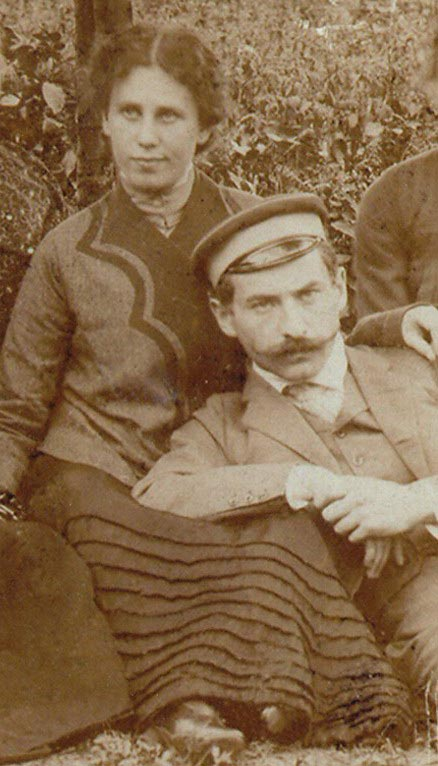
Stanisław Krzyżanowski und seine Frau Janina, Eltern von Irena Sendler

Irena Krzyżanowska wurde am 15. Februar 1910 in Warschau als Tochter des Arztes Stanisław Krzyżanowski (1874–1917) und seiner Frau Janina geboren. Sie wuchs in Otwock auf, wo sie am 2. Februar 1917 getauft wurde. Im selben Monat starb ihr Vater an Typhus, mit dem er sich bei seinen Patienten angesteckt hatte. Nach seinem Tod bot die jüdische Gemeinde Otwock, deren Mitglieder Krzyżanowski kostenlos behandelt hatte, der Witwe und ihrer Tochter finanzielle Hilfe an, die von Frau Krzyżanowska jedoch abgelehnt wurde.
1927 begann Irena ein Studium an der Universität Warschau. Sie belegte zunächst für zwei Jahre Rechtswissenschaften und anschließend polnische Literatur und führte das Studium mit Unterbrechungen bis 1937 fort. In dieser Zeit widersetzte sie sich dem System der „Ghettobänke“ (poln. Getto ławkowe), mit dem ab 1935 jüdische Studenten an polnischen Universitäten unter Androhung der Exmatrikulation gezwungen wurden, in einem für sie reservierten Bereich auf der linken Seite des Auditoriums die Vorlesungen anzuhören. Sie verkehrte in Kreisen der privaten Freien Polnischen Universität und wurde von Aktivisten der damals illegalen Kommunistischen Partei beeinflusst.
Schon vor dem Krieg arbeitete Sendler in verschiedenen Abteilungen des Sozialamts Warschau. 1931 heiratete sie Mieczysław Sendler.

### Im Zweiten Weltkrieg

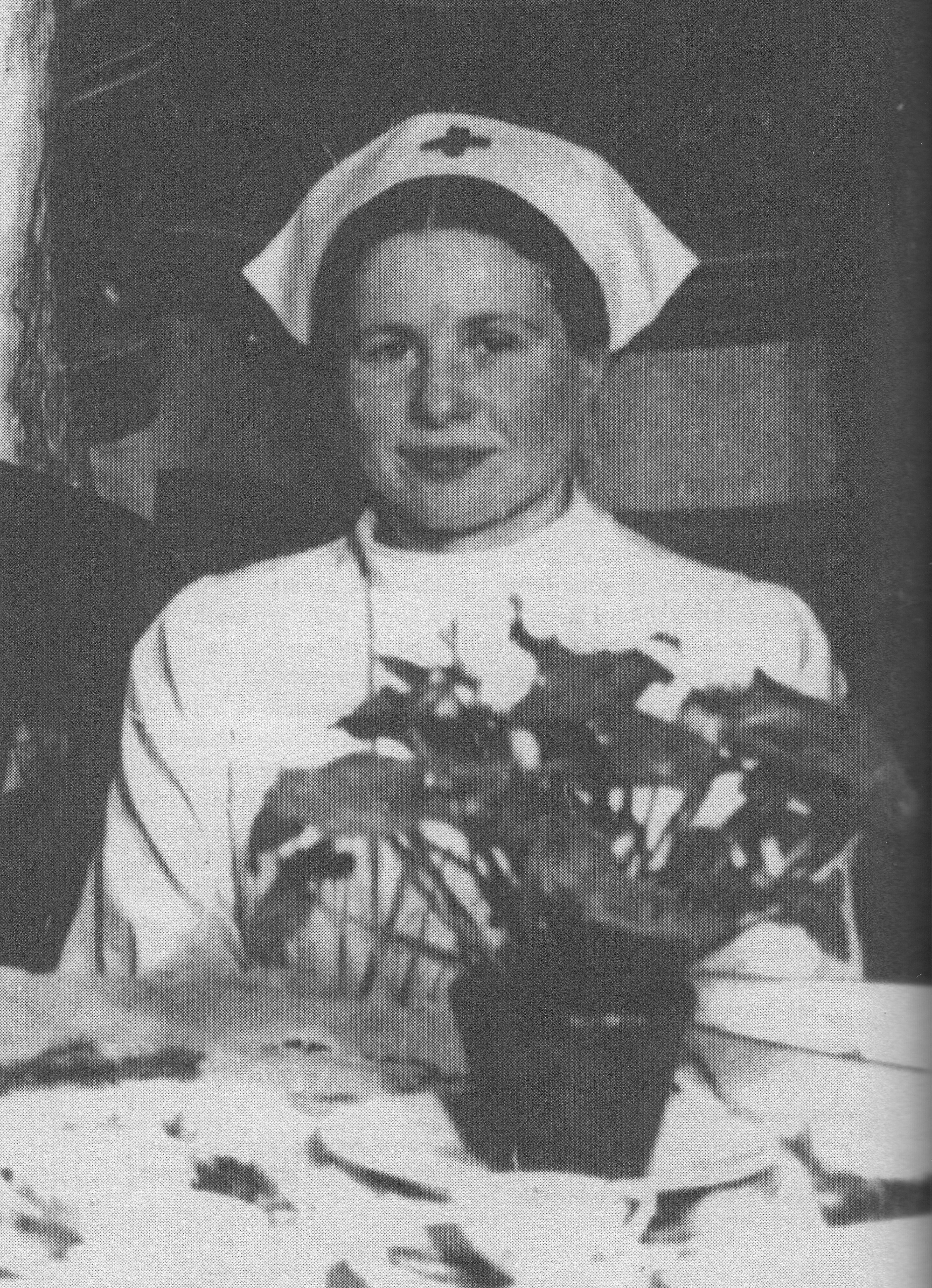
Irena Sendler am Heiligen Abend 1944

Nach der Besetzung Warschaus im September 1939 setzte sie ihre Arbeit fort und nutzte diese, um Juden zu helfen. Zusammen mit ihren Kollegen vom Sozialamt fälschte sie hunderte Dokumente, indem sie anstelle der Namen von Sozialhilfe erhaltenden Juden polnische Namen eintrugen.
Als das Warschauer Ghetto am 16. November 1940 zum Sperrgebiet erklärt wurde, besorgte Sendler für sich und ihre Helferinnen Dienstausweise der Sanitätskolonne, zu deren Aufgabe die Bekämpfung ansteckender Krankheiten, hauptsächlich Typhus, gehörte. Das ermöglichte ihr zusammen mit Helfern, ca. 2500 jüdische Kinder aus dem Ghetto zu schmuggeln, um sie in polnischen Familien, Klöstern und Waisenhäusern unterzubringen. Über Kontakte innerhalb des Wohlfahrtsministeriums erhielten die Kinder falsche Papiere. Auch katholische Pfarrämter halfen: Sie besorgten falsche Geburtsurkunden. Im Sommer 1942, während der Großen Aktion im Rahmen der Aktion Reinhardt, versuchte Sendler mehrmals verzweifelt, Ghettoinsassen vor der Deportation in die Vernichtungslager zu retten. Während ihrer Anwesenheit im Ghetto trug sie einen Judenstern als Zeichen ihrer Solidarität. Ab Oktober 1942 verstärkten die Deutschen ihre Kontrolle, so dass weitere Hilfe über das Sozialamt unmöglich wurde. Ab Dezember 1942 arbeitete Sendler mit Żegota, einer Organisation des polnischen Untergrundstaates, zusammen und leitete dort ab Oktober 1943 die Kinderabteilung. So konnte sie ihre Schützlinge weiter finanziell unterstützen.
Am 20. Oktober 1943 wurde Irena Sendler von der Gestapo verhaftet, konnte jedoch noch rechtzeitig Adressen von Kinderverstecken und Geld an eine Freundin weitergeben. Die Gestapo verurteilte Sendler zum Tod, brachte sie aber zunächst in das Pawiak-Gefängnis. Unter Folter sollte sie die Namen und Verstecke der geretteten Kinder preisgeben, doch laut Anna Mieszkowska verriet sie nichts. Die Żegota konnte Irena Sendler durch Zahlung von Bestechungsgeldern nach drei Monaten freikaufen. Ein SS-Mann schlug sie auf dem Weg zu ihrer Hinrichtung nieder und ließ sie am Straßenrand liegen. Von ihrer offiziell vollzogenen Hinrichtung las sie in den Bekanntmachungen der Besatzer. Irena Sendler änderte daraufhin ihre Identität und lebte unter falschem Namen bis zum Ende des Krieges im Untergrund.
Um eine spätere Zusammenführung der Kinder mit ihren Eltern zu ermöglichen, hatte Irena Sendler Namenslisten mit ihren verschlüsselten Adressen geführt und in Einmachgläsern unter einem Apfelbaum in einem Garten versteckt.
Während des Warschauer Aufstandes arbeitete Sendler in einem Feldlazarett als Krankenschwester und übte diese Tätigkeit weiterhin bis zum Abzug der Deutschen aus Warschau aus, als diese sich vor den heranrückenden sowjetischen Truppen zurückzogen.

### Nach dem Zweiten Weltkrieg

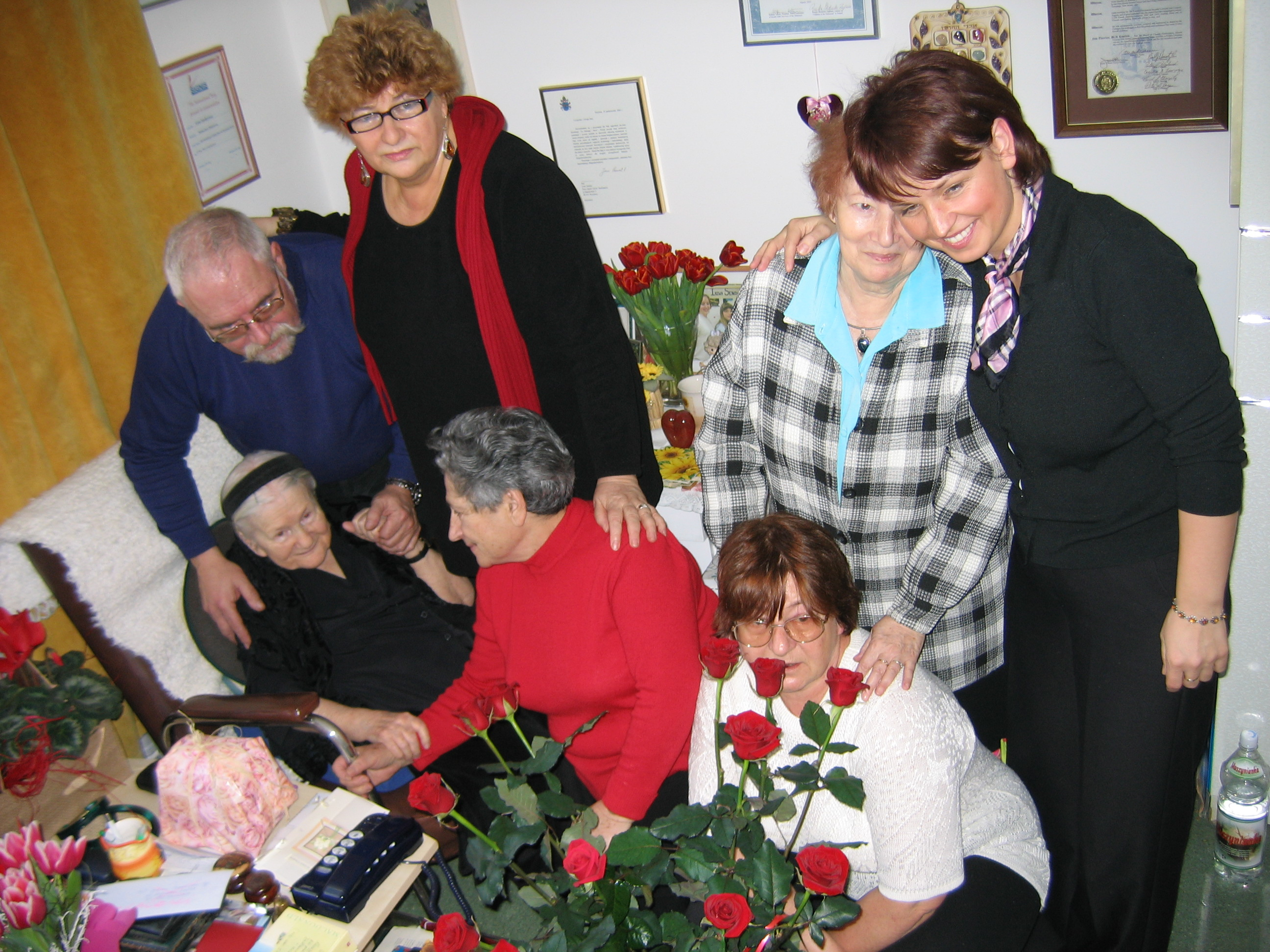
Sendler an ihrem 95. Geburtstag mit einigen Menschen, die sie als Kinder gerettet hatte; Warschau, 2005

Im Januar 1947 trat Sendler der kommunistischen Arbeiterpartei bei und war auch Mitglied der Nachfolgepartei PZPR, bis zu deren Auflösung 1990. In der Volksrepublik Polen erhielt sie mehrere Auszeichnungen, darunter das goldene Verdienstkreuz der Republik Polen und das Ritterkreuz des Ordens der Wiedergeburt Polens.
1947 ließen sich Mieczyslaw und Irena Sendler scheiden. Im selben Jahr heiratete sie Stefan Zgrzembski (ursprünglich Adam Celnikier), einen jüdischen Freund, mit dem sie drei Kinder hatte und von dem sie sich 1957 trennte. Nach seinem Tod 1961 wurde sie erneut mit Mieczyslaw Sendler vermählt, 1971 ließ sie sich wiederum von ihm scheiden.
1980 schloss sich Sendler der Solidarność-Bewegung an. Den Rest ihres Lebens verbrachte sie in Warschau. Sie starb dort am 12. Mai 2008 und wurde auf dem Powązki-Friedhof begraben.

## Zitate
„Jedes mit meiner Hilfe gerettete Kind ist eine Rechtfertigung meiner Existenz auf dieser Erde und nicht ein Ruhmestitel.“

„Ich habe schon als Kind gelernt, dass man Ertrinkende retten muss, unabhängig von ihrer Religion oder Nationalität.“

## Ehrungen
Im Jahr 1965 ehrte Yad Vashem Irena Sendler mit dem Titel Gerechte unter den Völkern, zur Erinnerung wurde ein Baum gepflanzt und ein polierter Granitstein mit ihrem Namen daneben aufgestellt.
Im September 1997 erhielt Irena Sendler das Kommandeurskreuz des Ordens der Wiedergeburt Polens und am 11. November 2001 das Kommandeurskreuz mit Stern des gleichen Ordens „in Anerkennung der Verdienste bei der Hilfe für Bedürftige“.
Am 10. November 2003 erhielt sie mit dem Weißen Adler für Tapferkeit und großen Mut die höchste Auszeichnung Polens.
2007 vergaben Kinder an Irena Sendler die internationale Auszeichnung Kavalier des Ordens des Lächelns.
Das sonderpädagogische Förderzentrum im unterfränkischen Hohenroth trägt den Namen Irena-Sendler-Schule.

## Skulpturen und Benennungen

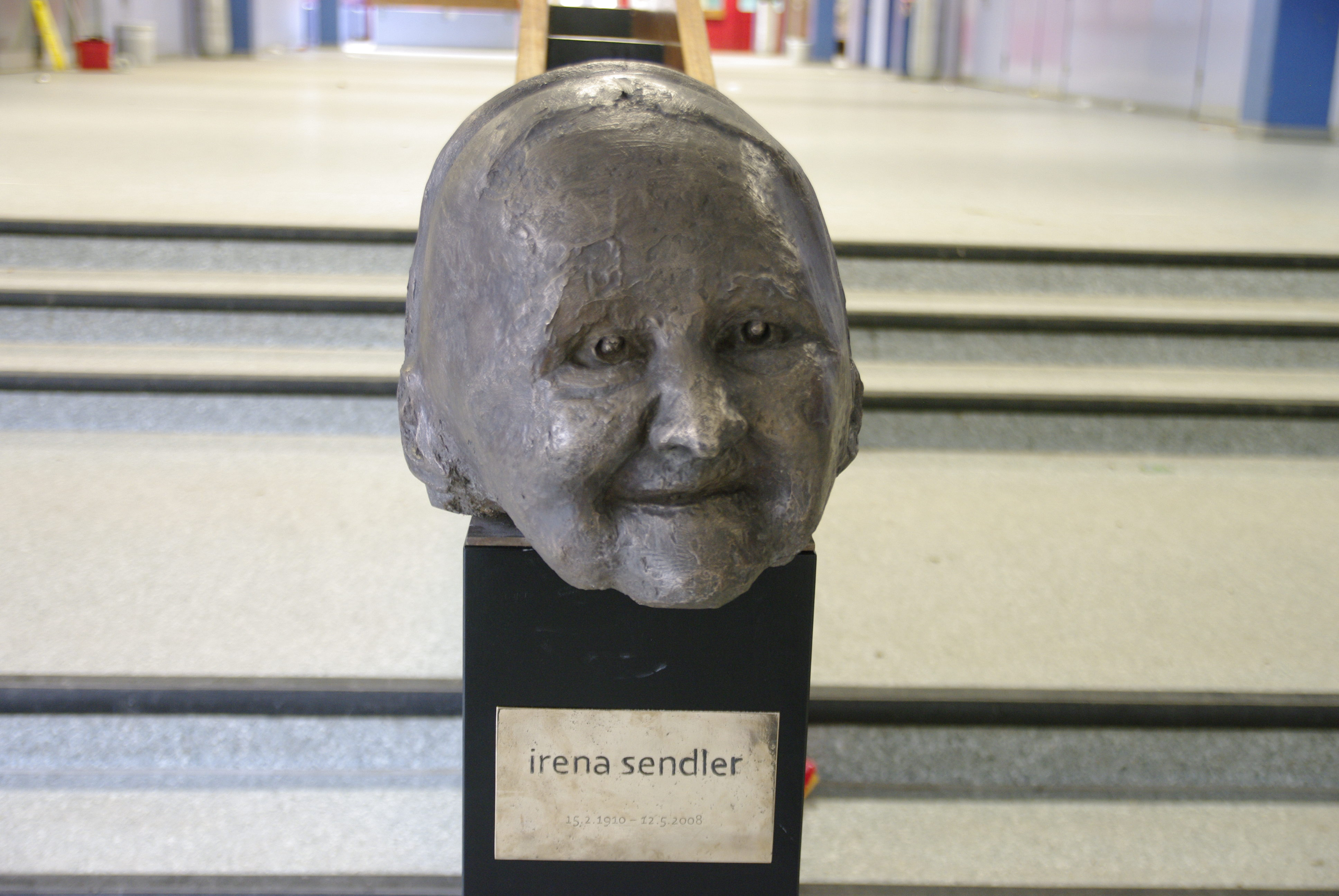
Irena-Sendler-Skulptur in der nach ihr benannten Schule, Hamburg

Claudia Guderian verfertigte zwei Bronzebüsten von Irena Sendler; eine überlebensgroß und eine neun Zentimeter hoch. Sie sind in einer Stadtteilschule in Hamburg-Wellingsbüttel ausgestellt, die seit 2010 den Namen Irena-Sendler-Schule trägt (vormals Peter-Petersen-Schule). Auch andere Schulen in Deutschland wurden nach Sendler benannt.
Im Mai 2013 wurde auf dem Gelände des ehemaligen Warschauer Ghettos die Irena-Sendler-Allee eingeweiht.

## Medien

### Musikdrama
- Irena (polnisch-amerikanische Koproduktion, Uraufführung: August 2022 am Teatr Muzyczny Poznań; Regie: Brian Kite, Musik: Włodek Pawlik, Libretto: Piotr Piwowarczyk und Mary Skinner, Songtexte: Mark Campbell)[14][15]

### Filme
- John Kent Harrison: The Courageous Heart of Irena Sendler, Spielfilm mit Anna Paquin, USA 2009, der das Leben von Irena Sendler erzählt.
- Slawomir Grünberg: In the Name of Their Mothers: The Story of Irena Sendler, Dokumentarfilm, USA 2011.

### Internet
- 2020 wurde Irena Sendler zu ihrem 110. Geburtstag von der Suchmaschine Google mit einem Doodle sowie einer Arts & Culture-Ausstellung geehrt.[16]